# Púrpura (heráldica)

León de púrpura en el escudo del antiguo Reino de León

En heráldica, púrpura es la denominación de un esmalte de coloración morada o violeta. Comparte el grupo de los esmaltes heráldicos con el gules (rojo), azur (azul), el sable (negro) y el sinople (verde).

## Sinónimos
Otros nombres que se han dado a este esmalte son mixtión, púrpur, violado, violet y violette.

## Historia
El esmalte púrpura fue de aparición tardía en la heráldica europea, y durante mucho tiempo no existió un consenso en cuanto a su coloración, lo que planteó problemas a los heraldos. Así, hacia mediados del siglo XIII, el historiador y pintor Mateo de París, al realizar una descripción bastante precisa de una serie de armerías, coloca al púrpura en la gama de los rojos, junto con el gules; en tanto que el tratado de heráldica más antiguo que ha llegado hasta nosotros, que data de entre 1280 y 1300, señala que pocos consideraban al púrpura como un color heráldico. Por otra parte, siempre fue muy poco utilizado, y algunos tratadistas lo consideraron esmalte y otros metal.

### Debisa púrpura
El historiador medievalista Michel Pastoureau ha observado que hasta comienzos del siglo XV el esmalte púrpura se representaba mediante un color pardo grisáceo. Aunque algunos estudiosos del tema han interpretado que esa coloración era el resultado del envejecimiento de un pigmento de color morado, Pastoureau supone que el pardo grisáceo era por entonces el color que correspondía al esmalte púrpura y que efectivamente constituía una mezcla de los demás colores heráldicos, tal como afirmaban los tratadistas de la época.
Debido a que en francés medieval pourpre o porpre designaba originariamente a una variedad de tela que podía ser de cualquier color, los primeros heraldos no habrían asociado necesariamente al esmalte púrpura con tonos purpúreos, violáceos ni morados. Una de las variedades más frecuentes de la púrpura textil medieval, la porpre bise (‘púrpura bis’) era grisácea, y de hecho hasta mediados del siglo XIII los textos literarios mencionan armerías con el color bis (y también, aunque más raramente, con gris y con brun [‘pardo’], a los que Pastoureau supone equivalentes a bis). Hacia 1260 o 1270, sin embargo, esas tres denominaciones de colores heráldicos desaparecen de la literatura y de los armoriales, y aparece el término pourpre (‘púrpura’). Pastoureau concluye, pues, que el bis y el púrpura fueron en un principio el mismo color heráldico con diferente nombre, y que su coloración era pardo grisácea.

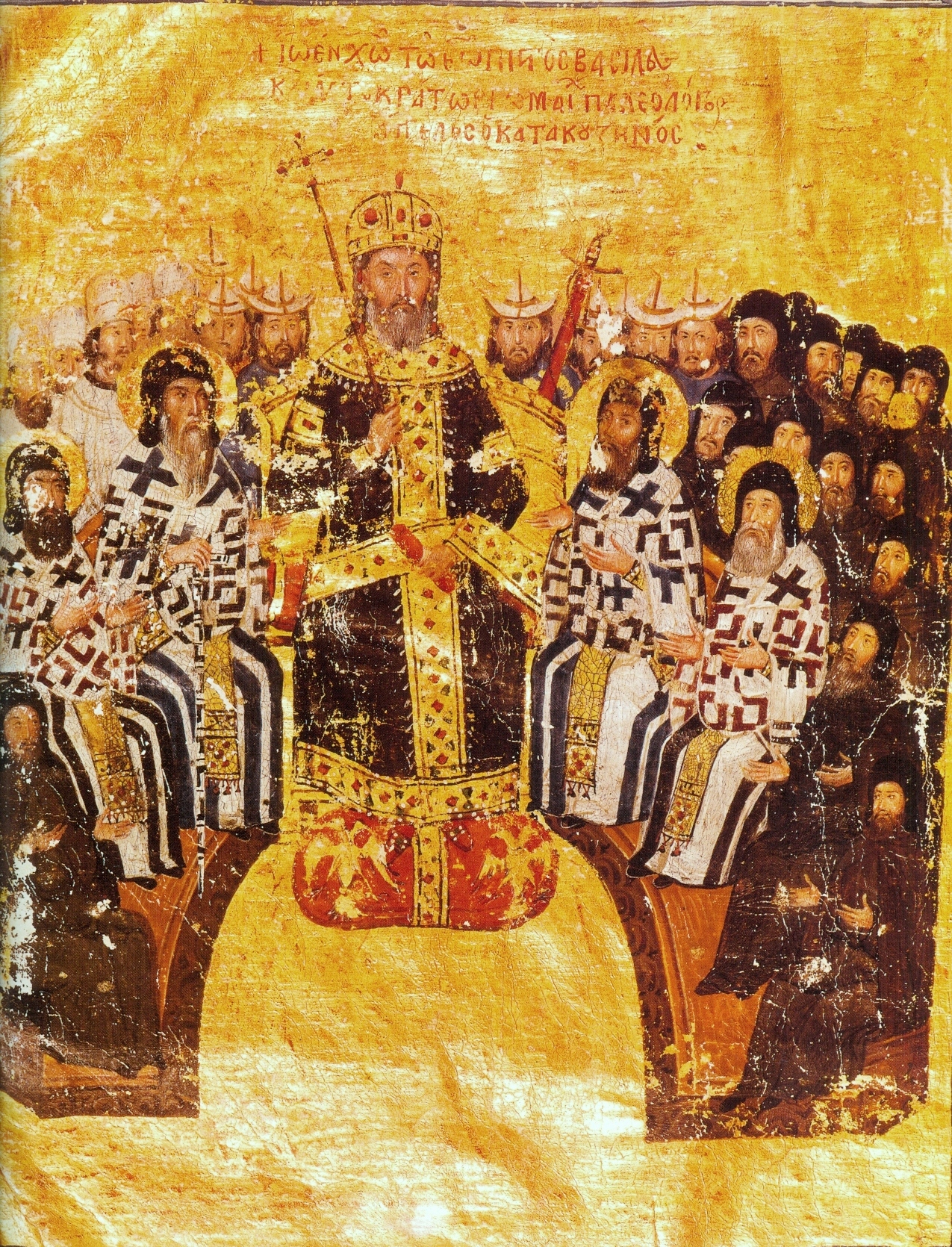
El emperador bizantino Juan V Paleólogo (en el centro) exhibiendo un costosísimo atavío de púrpura imperial o púrpura de Tiro, de color púrpura oscuro. Tras la caída de Constantinopla, en 1453, el tinte con el que se lograba este color dejó de fabricarse y fue reemplazado por un rojo de grana, lo que puede haber contribuido a la confusión respecto del color púrpura.

Siempre según Pastoureau, durante el Renacimiento, debido al creciente interés por la Antigüedad clásica, los tratadistas y heraldos debieron relacionar al púrpura heráldico con la antigua púrpura imperial, atribuyéndole el color morado por el que hoy lo conocemos.

### Diversas interpretaciones del esmalte púrpura
Hacia el siglo XV, cuando los demás colores heráldicos ya estaban consolidados y eran de uso tradicional, el púrpura aún daba lugar a confusiones y conjeturas. Es a principios de ese siglo cuando los tratadistas comienzan a afirmar que el esmalte púrpura es una mezcla de los demás colores heráldicos, lo que lleva a que algunos lo consideren ya el más humilde de los esmaltes, ya el más noble.
Jean Courtois, heraldo de Alfonso V de Aragón, en su tratado de 1414 Le blason des couleurs, lo explica así:

De todas aquellas cosas y colores [los seis metales y esmaltes heráldicos tradicionales], se las hace una cuando se las mezcla juntas en partes iguales, y esa es la séptima, que en heráldica recibe el nombre propio de púrpura. La cual algunos consideran en armerías como color, y otros no. Y algunos dicen que es el más humilde, porque está hecho de los otros colores, puesto que no tiene virtud fuera de la que los otros le confieren. Y algunos lo tienen por el color más noble y elevado, porque contiene a todos los colores. [...] En tiempos pasados nadie lo vestía sino emperadores y reyes, y con él cubrían, por gran dignidad, los altares y tabernáculos.

La descripción del esmalte púrpura como mistión o mixtión (‘mezcla’) proviene precisamente del hecho de concebirlo como el resultado de la combinación de los demás colores heráldicos. El tratadista Alonso López de Haro, alrededor del año 1620, lo expresa en español de esta manera:

...La mistion es purpura, que se compone de los dos metales, y de las quatro colores naturales...

Todavía en 1661, el jesuita Claude François Menestrier, en su clásico tratado heráldico L’art du blason justifié, propone la eliminación del esmalte púrpura del canon heráldico argumentando que los tratadistas eran incapaces de decidir de qué color era, ya que algunos lo consideraban rojo y otros afirmaban que era el resultado de mezclar todos los otros colores heráldicos, o rojo y azul, o azul y violeta; y que los artistas también lo representaban de maneras diferentes:

Los pintores y los iluminadores no saben qué color emplear para el supuesto púrpura: unos lo hacen del color de la malva, otros del color del vino; algunos del color de las moras, que es un violeta oscuro; otros de un color semejante al del zumo de las moras, que es más claro.

### El caso del escudo del Reino de León

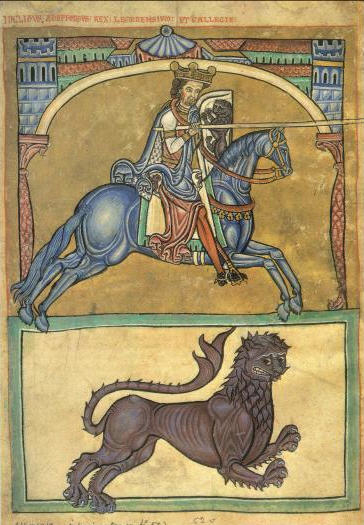
El rey Alfonso IX de León con su escudo y su león de púrpura emblemático, representados en el Tumbo A del archivo de la Catedral de Santiago de Compostela.

De los escudos que datan de los inicios de la heráldica, uno de los pocos que lleva esmalte púrpura es el del Reino de León, blasonado originariamente como de plata, al león de púrpura. El Tumbo A del Archivo-Biblioteca de la Catedral de Santiago de Compostela (siglos XII–XIII) conserva las representaciones más antiguas del esmalte púrpura del león heráldico del Reino de León, cuya coloración se ha descrito como «un fondo castaño rojizo con retoques de gris azulado».
Debido a que este escudo se perpetuó en el tiempo con pocos cambios, incorporándose finalmente a las armas de la Corona de Castilla mediante cuartelado, fue recogido en diversos armoriales y tratados, lo que permite observar la interpretación que se hace de su esmalte púrpura en cada uno de ellos.
Si bien en el blasonado de las armas de León que da Mateo de París hacia 1244 el león del antiguo reino es de púrpura, y en dos de las copias del Armorial de Glover, que data de alrededor del año 1235, los leones también son descritos como de púrpura, otra copia del mismo armorial indica que son de azur; y también son azules en el Armorial de Walford, de alrededor del 1275. La heráldica española del siglo XVII, por otra parte, tenderá a blasonar el esmalte de estos leones como «rojo».
En 1725 los leones de León que se encontraban integrados al escudo de España cambian oficialmente de púrpura a gules debido a la influencia de la heráldica francesa que acompañó a los Borbones, y no recuperan su esmalte púrpura sino hasta 1981.
Actualmente, el color del león del cuartel que corresponde al Reino de León en la representación oficial del escudo de España se describe según el espacio de color Lab como CIELAB (H,C,L) 0,0;52,0;50,0, una coloración roja púrpura o magenta medianamente saturada que ha sido criticada por alejarse del púrpura heráldico convencional.

## Representación actual y propiedades

Esmalte púrpura convencional y manera de representarlo mediante líneas oblicuas cuando no se dispone de colores.

Si bien actualmente se considera que el esmalte púrpura debe tener una coloración morada, violeta o púrpura, su color no se encuentra definido con exactitud. En consecuencia, el tono y el matiz del color a emplear para representarlo quedan a criterio del artista heráldico. Según el artista heráldico Carl A. Von Volborth, el púrpura heráldico es una coloración violácea que se inclina más hacia el rojo que hacia el azul.
Cuando no se dispone de colores, el esmalte púrpura puede representarse mediante un rayado muy fino de líneas oblicuas paralelas que van desde el ángulo superior derecho del dibujo hasta el inferior izquierdo, según el método atribuido al jesuita Silvestre Pietra Santa. Este es el método de representación que se ve comúnmente en grabados a una tinta.
Una propiedad del esmalte púrpura que lo diferencia de los demás es que queda exceptuado de la regla heráldica que prohíbe colocar esmalte sobre esmalte, es decir que puede comportarse como esmalte y como metal. Esto significa que es aceptable ubicar una figura púrpura sobre un campo de gules, de azur, de sable o de sinople, y naturalmente también colocar cualquiera de estos esmaltes sobre un campo de púrpura.

## Ejemplos de uso
A pesar de que el esmalte púrpura es muy poco usado, es posible encontrar ejemplos de su uso en escudos de municipios, comunas y ciudades de Europa. Debajo pueden verse algunos de ellos.
Nótese que en el escudo de Rubió se aprovecha la cualidad ambigua de este esmalte para situar sobre el campo de púrpura un castillo de gules, como si el púrpura fuese metal.

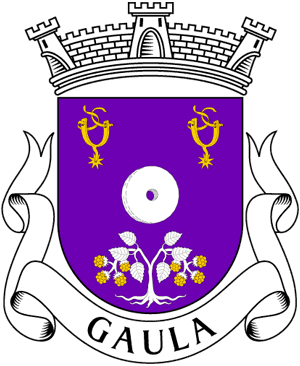
Escudo de la ciudad de Gaula, en el archipiélago de Madeira (Portugal).
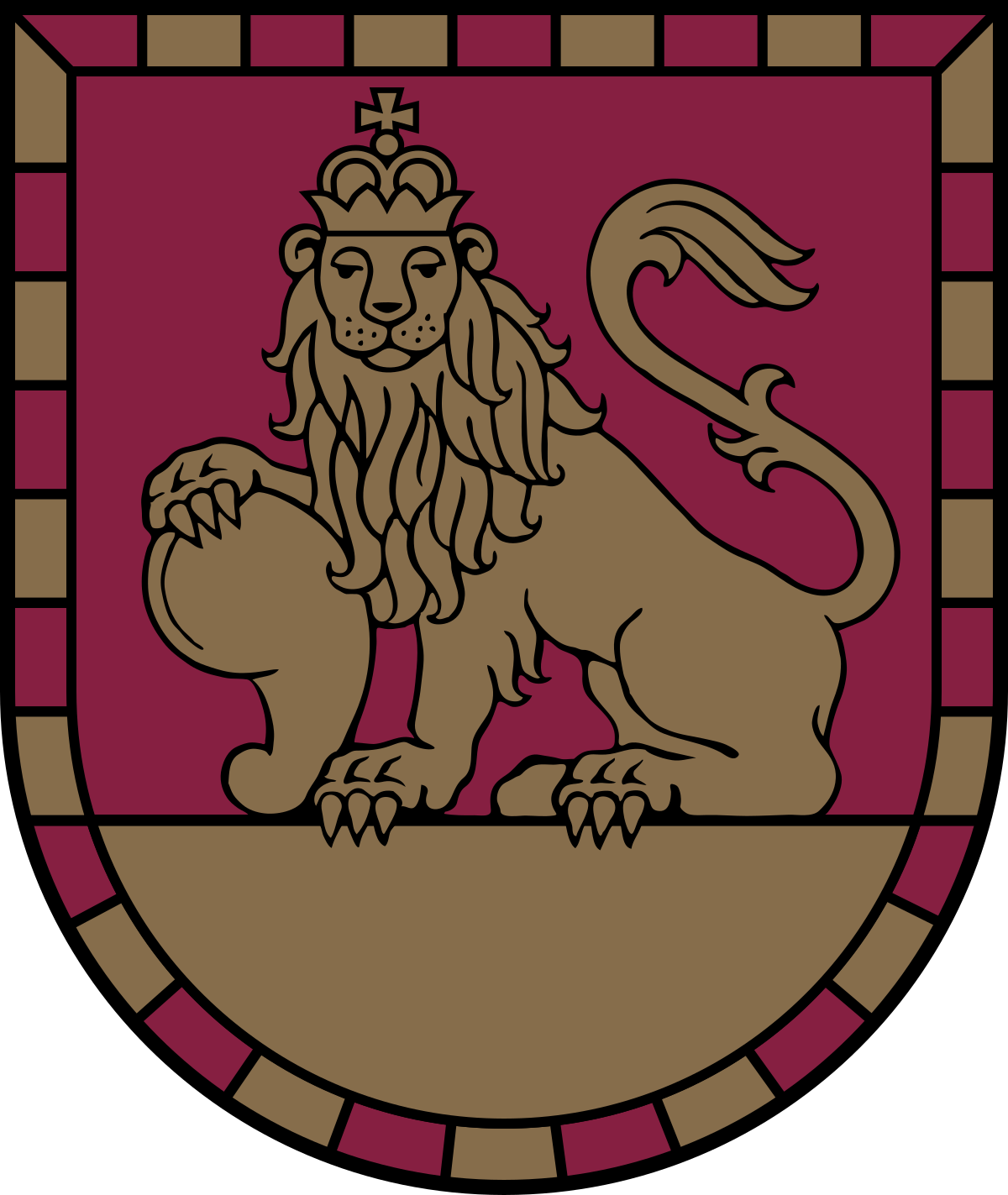
Escudo de la Municipalidad de Rundāle, en Letonia.
Escudo del municipio de Rubió (Comunidad Autónoma de Cataluña, España).

## Nombres, atribuciones y significados en desuso
Hacia el inicio del Renacimiento se desarrolló un sistema de correspondencias simbólicas para los colores heráldicos que hoy se encuentra en desuso.
Es de notar que hacia 1828 este sistema era considerado absurdo por el heraldista inglés William Berry, aunque el español Francisco Piferrer, en 1858, lo comenta como si todavía fuese válido.
Si bien Jean Courtois, Heraldo Sicilia del Reino de Aragón, menciona en su tratado Le blason des couleurs (1414) que cualquiera de estas asociaciones del púrpura heráldico puede usarse para blasonar, en la práctica es posible que solamente se hayan usado el sistema planetario y el sistema de piedras preciosas. Para Alberto y Arturo García Caraffa (1919), el blasonado con gemas correspondía a los títulos y el de planetas a los soberanos.
Arthur Fox-Davies cita un ejemplo de blasonado con piedras preciosas que data de 1458.
Debajo se dan algunas de las antiguas correspondencias simbólicas del púrpura heráldico, así como algunos de los nombres «griegos» que se le atribuyeron.
| Nombres «griegos»                | diarguero, ocscy, pesety |
| Metal                            | el estaño, el mercurio |
| Planeta                          | Mercurio, Júpiter, Venus |
| Piedra preciosa                  | el ópalo, la amatista, el circón jacinto las gemas de color púrpura, el balaje (rubí morado), el diamante                                                                                                   |
| Signo del Zodíaco                | Sagitario y Piscis |
| Elemento                         | el aire, el agua y la tierra, el arco iris |
| Estación del año                 | el invierno |
| Mes                              | febrero y noviembre |
| Día de la semana                 | el jueves, el sábado, el miércoles |
| Números                          | 7 y 12 |
| Árbol                            | la sabina |
| Flor                             | el iris, la violeta |
| Cuadrúpedo                       | el león |
| «Pez»                            | la ballena |
| Edad del hombre                  | la vejez hasta los setenta años, la vejez |
| Complexión humana                | flemática y colérica |
| Virtudes teologales y cardinales | la templanza, la prudencia |
| Virtudes y cualidades mundanas   | la abundancia de bienes, la gracia de Dios y del mundo, la generosidad, la dignidad, la devoción, la grandeza, la nobleza, la soberanía, la gravedad, la recompensa de honor, la tranquilidad, la autoridad |
| Obligaciones del portador        | defender a las órdenes eclesiásticas y a los religiosos |